# Podsavezna nogometna liga Mostar 1959./60.
Podsavezna nogometna liga Mostar, također znana  i kao Mostarska podsavezna liga, bila je liga četvrtog stupnja nogometnog prvenstva Jugoslavije u sezoni 1959./60. 
 Sudjelovalo je 6 klubova, a prvak je bio "Jadran" iz Ploča. 

## Ljestvica
| mj. | klub              | ut.                                     | pob.                                    | ner.                                    | por.                                    | gol+                                    | gol-                                    | bod                                     |
| --- | ----------------- | --------------------------------------- | --------------------------------------- | --------------------------------------- | --------------------------------------- | --------------------------------------- | --------------------------------------- | --------------------------------------- |
| 1.  | Jadran Ploče      | 9                                       | 6                                       | 0                                       | 3                                       | 25                                      | 14                                      | 12                                      |
| 2.  | Galeb             | 9                                       | 5                                       | 1                                       | 3                                       | 24                                      | 13                                      | 11                                      |
| 3.  | Turbina Jablanica | 9                                       | 5                                       | 1                                       | 3                                       | 21                                      | 22                                      | 11                                      |
| 4.  | GOŠK Gabela       | 9                                       | 5                                       | 0                                       | 4                                       | 20                                      | 18                                      | 10                                      |
| 5.  | Metalac           | 9                                       | 2                                       | 0                                       | 7                                       | 10                                      | 21                                      | 4                                       |
|     | ???               | odustali u proljetnom dijelu natjecanja | odustali u proljetnom dijelu natjecanja | odustali u proljetnom dijelu natjecanja | odustali u proljetnom dijelu natjecanja | odustali u proljetnom dijelu natjecanja | odustali u proljetnom dijelu natjecanja | odustali u proljetnom dijelu natjecanja |

- Viši rang:
  - Jadran (Ploče) plasirao se u Mostarsku zonu